# Zamek Bulowicki
Zamek Bulowicki – przystanek kolejowy w Bulowicach, w województwie małopolskim, w powiecie oświęcimskim.

## Ruch pasażerski
| Rok  | Wymiana pasażerska na dobę |
| ---- | -------------------------- |
| 2017 | 20-49                      |
| 2022 | 20-49                      |